# Anexe Krymu Ruským impériem

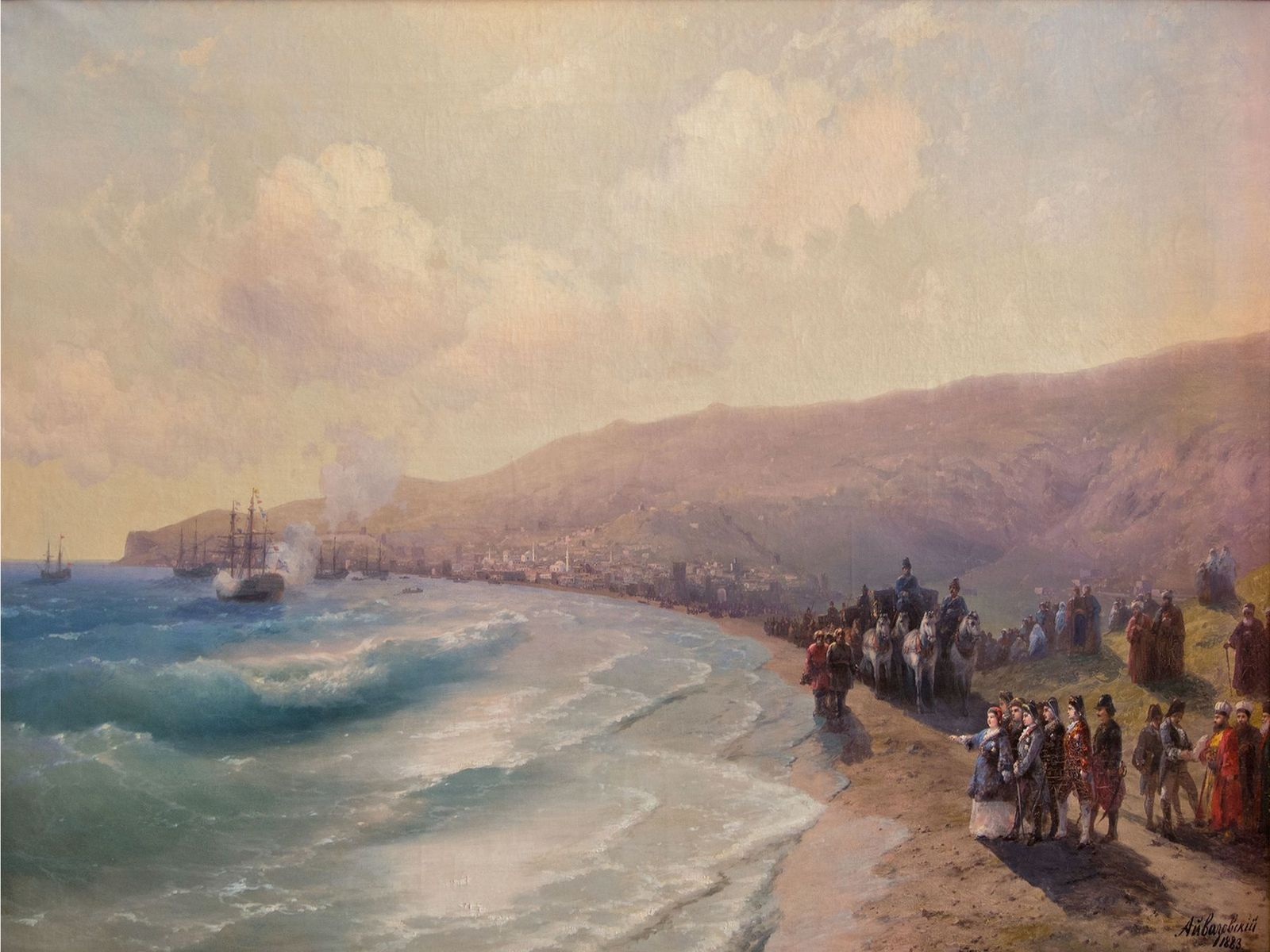
Obraz od Ivana Ajvazovského: Příjezd carevny Kateřiny II. do Feodosije

Anexe Krymu Ruským impériem byla formálně dovršena 19. dubna (resp. 8. dubna podle juliánského kalendáře) 1783. Tím bylo území Krymu, dříve ovládané Krymským chanátem, připojeno k Ruskému impériu.
Území nacházející se severně od Krymu, takzvané Nové Rusko, bylo postupně připojeno k Ruské říši v průběhu Rusko-tureckých válek v 18. století. Území se stalo součástí Tavridské oblasti a později Tavrické gubernie, pojmenovaných podle řeckého označení Krymu „Tauris“.